# Саранско
Саранско е село в Югоизточна България. То се намира в община Стралджа, област Ямбол.

## История
Старото име на селото до 1934 г. е Саранлии.